# Дітріх Гендельбах
Дітріх Гендельбах (нім. Dietrich Gengelbach; 7 жовтня 1914, Зальцведель — 19 грудня 1941, Атлантичний океан) — німецький офіцер-підводник, капітан-лейтенант крігсмаріне.

## Біографія
8 квітня 1934 року вступив на флот. З грудня 1937 року — 1-й вахтовий офіцер на міноносці «Ягуар», з жовтня 1939 року — «Морський орел». У квітні-жовтні 1940 року пройшов курс підводника. З жовтня 1940 року — викладач Торпедного училища Мюрвіка. В січні-березні 1941 року пройшов підготовку в 24-й флотилії. В березні-травні 1941 року — 1-й вахтовий офіцер на підводному човні U-52. З 12 червня 1941 року — командир U-574. 8 листопада вийшов у свій перший і останній похід. 19 грудня потопив британський есмінець «Стенлі» водотоннажністю 1190 тонн; 136 з 161 членів екіпажу есмінця загинули. Того ж дня U-574 був потоплений в Північній Атлантиці східніше Понта-Делгада (38°12′ пн. ш. 17°23′ зх. д.) тараном і глибинними бомбами британського шлюпа «Сторк». 16 членів екіпажу були врятовані, 28 (включаючи Гендельбаха) загинули.

## Звання
- Кандидат в офіцери (8 квітня 1934)
- Морський кадет (26 вересня 1934)
- Фенріх-цур-зее (1 липня 1935)
- Оберфенріх-цур-зее (1 січня 1937)
- Лейтенант-цур-зее (1 квітня 1937)
- Оберлейтенант-цур-зее (1 квітня 1939)
- Капітан-лейтенант (1 січня 1942, посмертно)

## Нагороди
- Медаль «За вислугу років у Вермахті» 4-го класу (4 роки)